# 熊本県道246号千丁停車場興善寺線
熊本県道246号千丁停車場興善寺線（くまもとけんどう246ごう せんちょうていしゃじょうこうぜんじせん）は、熊本県八代市を通る一般県道である。

## 概要

### 路線データ
- 起点：熊本県八代市千丁町吉王丸（熊本県道245号共栄千丁停車場線終点、熊本県道346号新八代停車場線上）
- 終点：熊本県八代市興善寺町（国道3号交点）

## 路線状況

### 重複区間
- 熊本県道346号新八代停車場線（八代市千丁町吉王丸）

## 地理

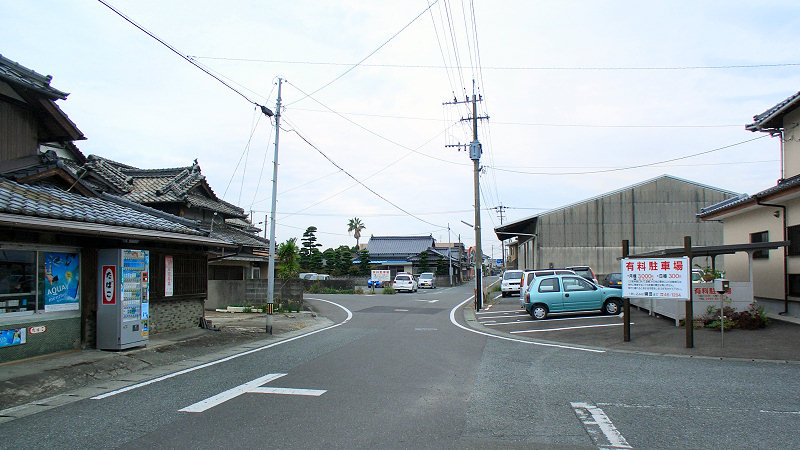
起点の様子（千丁駅前）

### 通過する自治体
- 八代市

### 交差する道路
| 交差する道路                                                           | 交差する場所 | 交差する場所 |
| ---------------------------------------------------------------------- | ------------ | ------------ |
| 熊本県道245号共栄千丁停車場線 熊本県道346号新八代停車場線 重複区間起点 | 千丁町吉王丸 | 起点         |
| 熊本県道346号新八代停車場線 重複区間終点                               | 千丁町吉王丸 | 起点         |
| 国道3号                                                                | 興善寺町     | 終点         |

### 交差する鉄道
- 鹿児島本線

### 沿線
- JR九州鹿児島本線 千丁駅
- 八代市役所 龍峯出張所